# Violet Archer
Violet Archer (Violet Balestreri, * 24. April 1913 in Montreal, Québec; † 21. Februar 2000 in Ottawa, Ontario) war eine kanadische Komponistin.

## Leben und Wirken
Archer entstammte der italienischen Einwandererfamilie Balestreri, die ihren Namen in Archer änderte. Sie hatte als Kind Klavierunterricht und studierte bis 1936 am McGill Conservatory, danach zwei Jahre am Royal Canadian College of Organists bei John Weatherseed. Sie wirkte in dieser Zeit als Klavierbegleiterin und -lehrerin und Schlagzeugerin beim Montreal Women’s Symphony Orchestra unter Ethel Stark und war von 1939 bis 1947 Organistin an verschiedenen Kirchen Montreals.
Zugleich nahm sie Kompositionsunterricht bei Claude Champagne und Douglas Clarke und 1942 bei Béla Bartók in New York. Seit 1947 studierte sie an der Yale School of Music auch bei Paul Hindemith. Sie unterrichtete dann am McGill Conservatory, war von 1950 bis 1953 Composer-in-Residence am North Texas State College und dann Professorin für Komposition an der Cornell University und der University of Oklahoma. 
Ein Dissertationsstudium, das Archer 1961 an der University of Toronto begann, brach sie nach einem Jahr ab, um ihre kranke Mutter zu pflegen. Seit 1962 war sie Professorin für Musiktheorie und Komposition an der University of Alberta in Edmonton. Daneben war sie in der Canadian Folk Music Society, der Canadian Association of University Schools of Music und der Canadian League of Composers aktiv. Nach ihrer Emeritierung 1978 hielt sie noch Vorlesungen an der University of Alberta und Gastvorlesungen an der University of Saskatchewan (1990) und der University of Alaska (1992). Zu ihren Schülern zählten der Komponist Larry Austin und die Cellistin Shauna Rolston.
1971 erhielt Archer einen Ehrendoktortitel der McGill University, außerdem Ehrentitel der University of Windsor und der Mount Allison University. 1983 wurde sie Officer des Order of Canada und 1984 vom kanadischen Komponistenverband zur Komponistin des Jahres gewählt.
Seit den früheren 1940er Jahren erschienen mehr als zweihundertachtzig Kompositionen von Archer, darunter Orchesterstücke, zwei Opern, zwei Filmmusiken, kammermusikalische Werke und Vokalmusik.

## Werke
- Scherzo Sinfonico, 1940
- Britannia, a Joyful Overture, 1942
- Three Scenes for Piano (Habitant Sketches), 1946
- Passacaglia, 1948
- Fanfare, 1949
- The Bell für Chor und Orchester, 1949
- Piano Concerto, 1956
- Variations on an Original Theme for Carillon, 1958
- String Trio No. 2, 1961
- Prelude-Incantation, 1964
- Cantata Sacra, 1966/67
- Haiku, 1968
- Episodes, 1973
- Sganarelle, komische Oper nach Molière, 1985
- The Meal, Oper, 1985
- Evocations, 1987
- Concerto for Accordion and Orchestra, 1999